# ドコモgacco
ドコモgacco株式会社（ドコモガッコ）は、eラーニング事業を行うNTTドコモグループの企業。

## 沿革
- 2009年
  - 9月18日 - NTTナレッジ・スクウェア株式会社（略称：NTT-KS、英: NTT Knowledge Square Inc.）として設立。
  - 11月4日 - 「N-Academy」のサービス開始[2]。
- 2015年
  - 8月17日 - 第三者割当増資により、筆頭株主が日本電信電話（現・NTT）からNTTドコモに異動[3]。
  - 8月25日 - 社名を株式会社ドコモgaccoに変更[3]。